# Wilalung
Wilalung is een bestuurslaag in het regentschap Demak van de provincie Midden-Java, Indonesië. Wilalung telt 2395 inwoners (volkstelling 2010).